# Condado de DeKalb (Indiana)
El condado de DeKalb (en inglés: DeKalb County), fundado en 1835, es uno de 92 condados del estado estadounidense de Indiana. En el año 2000, el condado tenía una población de 40 285 habitantes y una densidad poblacional de 19 personas por km². La sede del condado es Auburn. El condado recibe su nombre en honor a Johann de Kalb. 

## Geografía
Según la Oficina del Censo, el condado tiene un área total de 943 km², de la cual 940 km² es tierra y 3 km² (0.27%) es agua.

### Condados adyacentes
- Condado de Steuben (norte)
- Condado de Williams, Ohio (noreste)
- Condado de Defiance, Ohio (sureste)
- Condado de Allen (sur)
- Condado de Noble (oeste)
- Condado de LaGrange (noroeste)

## Demografía
Según la Oficina del Censo en 2000, los ingresos medios por hogar en el condado eran de $44 909, y los ingresos medios por familia eran $51 676. Los hombres tenían unos ingresos medios de $37 322 frente a los $24 120 para las mujeres. La renta per cápita para el condado era de $19 448. Alrededor del 5.90% de la población estaban por debajo del umbral de pobreza.

## Transporte

### Autopistas principales
- Interestatal 69
- U.S. Route 6
- Ruta Estatal de Indiana 8
- Ruta Estatal de Indiana 1
- Ruta Estatal de Indiana 4
- Ruta Estatal de Indiana 101
- Ruta Estatal de Indiana 327
- Ruta Estatal de Indiana 427
- Ruta Estatal de Indiana 205

## Municipalidades

### Ciudades y pueblos
- Altona
- Ashley
- Auburn
- Butler
- Corunna
- Garrett
- Hamilton
- Newville, Indiana
- Orange, Indiana
- Spencerville, Indiana
- Saint Joe
- Waterloo

### Municipios
El condado de DeKalb está dividido en 15 municipios:
- Butler
- Concord
- Fairfield
- Franklin
- Grant
- Jackson
- Keyser
- Newville
- Richland
- Smithfield
- Spencer
- Stafford
- Troy
- Union
- Wilmington